# Aaron Solowoniuk
Aaron Solowoniuk (* 21. listopadu 1974 ve Streetsville, Ontario, Kanada) je bubeník kanadské punk rockové skupiny Billy Talent.

## Biografie
Narodil se 21. listopadu roku 1974 ve Streetsville, provincii Ontario, ale je polského původu. Na bicí začal hrát už odmalička, jeho první set byl dárkem od jeho rodičů. Když vyrostl, pořád hrál na bubny a nakonec potkal Benjamina Kowalewicze a Jona Gallanta na jejich škole, Our Lady of Mount Carmel, kde si založili kapelu To Each His Own.
O několik let později potkali Iana D'Sa, který ve stejné době hrál v kapele Dragonflower. Později všichni čtyři dali dohromady kapelu The Other One, kterou po nějaké době přejmenovali na Pezz. Aaron hrál nadále v Pezzu, ale poté, co dodělal střední školu, dostal certifikát pro práci s automobilovými karosériemi a začal pracovat v Chryslerových závodech jako montér. V roce 1999 Aaron spolupracoval na dvou demo verzích písní, které se objevili na albu Watoosh!, prvním albu od Pezz. Po soudním sporu se Pezz definitivně přejmenovali na Billy Talent.

## Nemoc
V březnu roku 2006 Aaron napsal dopis fanouškům, kde jim oznamuje, že mu byla diagnostikována nemoc Sclerosis multiplex, neboli roztroušená skleróza. Píseň „This Is How It Goes“ z prvního alba Billy Talent je právě o Aaronově boji s touto zákeřnou nemocí.
Aaron dlouho nic nikomu neříkal, aby se prý vyvaroval nechtěných hloupých dotazů, ale nakonec se rozhodl, že to nebude dále tajit, jelikož byly i horší případy s touto nemocí, než byl ten jeho. Aaron se po zveřejnění stal veřejným zastáncem pro hledání léků pro tuto nemoc. Jako na potvrzení toho, že boj s nemocí nevzdal a nevzdá, pomohl organizaci F.U.M.S. odstartováním koncertu (na druhý svátek vánoční roku 2006), kde Billy Talent spolu s kapelami Moneen a Alexisonfire hráli v opeře v Torontu. Výtěžek z koncertu byl věnován Společnosti pro roztroušenou sklerózu pro Kanadu.

## Současnost
Prozatím Aaron doprovází Billy Talent na jejich promoční šňůře koncertů nového alba Billy Talent III. Aaron je ženatý, jeho manželka je tatérka-umělkyně a má dceru, jménem Willow (jejíž jméno má vytetované na hrudi).